# Estación de Ferrandet (TRAM Alicante)
Ferrandet fue una parada del TRAM Metropolitano de Alicante, donde prestaba servicio la línea 9. Está situada en la partida El Ferrandet de Benisa.

## Características
En esta estación prestó servicio la línea 9 del Tram de Alicante. Disponía de un andén, una vía y un pequeño edificio para los servicios de la estación.
En la estación paraban los automotores diesel serie 2500, unidades que nacen de una transformación de las unidades 2300 (proceso que se llevó a cabo durante 2005-2006).

## Accesos
A esta estación se accedía en la partida El Ferrandet, en Benisa:
- Partida El Ferrandet

## Líneas y conexiones
| << Cabecera | < Estación | Línea | Estación > | Cabecera >> |
| ----------- | ---------- | ----- | ---------- | ----------- |
| Benidorm    | Calpe      |       | Benissa    | Denia       |